# Emmanuel Cavaillé-Coll
Emmanuel Cavaillé-Coll (Paris, 12 mai 1860 – Paris, 13 novembre 1922) est un artiste décorateur français.

## Biographie
Emmanuel Cavaillé-Coll est le fils d'Aristide Cavaillé-Coll célèbre facteur d'orgue.
Il étudie au Petit séminaire Notre-Dame-des-Champs jusqu'en 3e. Au printemps 1878, il rentre dans la section architecture de l’École des Beaux-Arts où il a comme professeurs d'arts décoratifs Pierre-Victor Galland et Jean-Louis Pascal.
Il suit des cours de peinture céramique à l'École nationale des arts décoratifs de Limoges et devient professeur d’arts décoratifs à l’École normale d'enseignement du dessin (École Guérin) (1886-1891).
Il se lie  d’une longue amitié avec Auguste Delaherche céramiste reconnu, pionnier du style art nouveau. Il tisse également de solides liens d’amitié avec d’autres artistes. Parmi eux, Félix Hippolyte-Lucas, peintre décorateur, à qui l’on doit des portraits de Sarah Bernard, de Loïc Fuller et d’Auguste Renoir. Deux autres amis fidèles sont à noter également, le portraitiste Hubert-Emile Bellynck et le graveur Armand Berton.
En 1886, il participe au concours pour une Coupe de Sèvres (pour le Musée du Luxembourg [réf. nécessaire]). Cette oeuvre se trouve actuellement à Limoge au musée Adrien Dubouché. En 1893, il est mentionné au Salon des artistes français.
Il devient, en 1904, officier d’Académie.
Il commence à rédiger en collaboration avec sa soeur aînée, Cécile, l'ouvrage suivant sur leur père : Aristide Cavaillé-Coll, ses origines, sa vie, ses œuvres, C. et E. Cavaillé-Coll, ed. Fischbacher, qui sera publié après sa mort en 1929.
En dehors de ses œuvres décoratives, on retiendra un aspect plus intime de sa personnalité d’artiste, le peintre impressionniste peignant sur le motif à l’aquarelle sur les bords de Seine, à Meulan, Vétheuil ou Muis, notamment.
Emmanuel Cavaillé-Coll meurt à Paris le 13 novembre 1922 .

## Réalisations
Parmi ses réalisations, citons : 
- décorations à l’Hôtel de Ville d’Amboise ;
- décorations au Château de Laeken ;
- décorations de la Tour Japonaise de Bruxelles ;
- décorations à l’amphithéâtre Richelieu et au cabinet du Recteur de la Sorbonne ;
- plafonds à l’Hôtel de Ville de Sens ;
- mosaïque au Musée océanographique de Monaco ;
- mosaïque au Casino d’Aix-les-Bains ;
- train présidentiel de la Compagnie des wagons-lits ;
- décorations de la Galerie Japonaise Rue de Baylone, devenue le cinéma la Pagode
- plusieurs buffets d’orgues (dont le plus connu, en blanc et or installé en 1892 au domicile de l’organiste Charles-Marie Widor).

## Famille
Il a été marié avec Marie Germaine Schoch (1860-). Ensemble ils ont eu deux enfants, André (1896-1973) et Jacques (1897-1978).